# Tytus, Romek i A’Tomek księga XIX
Tytus, Romek i A’Tomek księga XIX – dziewiętnasty komiks z serii Tytus, Romek i A’Tomek o przygodach trzech przyjaciół Tytusa, Romka i A’Tomka. 
Autorem scenariusza i rysunków jest Henryk Jerzy Chmielewski. Album ten ukazał się w roku 1992 nakładem Prószyński i S-ka. Potocznie księga ta ma opis - Tytus aktorem. Na stronie 2 i 3 okładki w wydaniu I umieszczono graficzny spis wszystkich dotychczas wydanych przygód tej serii. Na stronie 63 i 64 zamieszczono słownik trudnych i obcojęzycznych wyrazów występujących w komiksie. 

## Fabuła komiksu
Przed wyjściem do teatru Romek i A’Tomek ze względu na kompromitujący wygląd, brak kultury osobistej i wiedzy teatralnej Tytusa, postanawiają go uteatralnić. A’Tomek opowiada historię teatru począwszy od czasów człowieka prehistorycznego. Następnie za pomocą wyobraźni chłopcy udają się do starożytnej Grecji, aby poznać kolebkę teatru europejskiego. Później A'Tom opowiada o widowiskach teatralnych organizowanych w starożytnym Rzymie, które odbywały się na arenie rzymskiego koloseum. Kolejnym etapem podróży w wyobraźni jest średniowiecze, w którym powstawały teatry kościelne gdzie grano scenki biblijne, szopki i jasełka. A’Tomek wspomina także o XVI wiecznych teatrach literackich, w których wystawiano sztuki Williama Szekspira, a dla pospólstwa i mieszczan grały trupy komediantów. Następnie chłopcy przenoszą się do roku 1912 na warszawską starówkę i w roli komediantów odgrywają spektakl na jednym z podwórek, by potem odwiedzić Warszawę roku 1930 i zademonstrować teatr kukiełkowy. Ostatnim etapem ich wyimaginowanej podróży jest czas okupacji kiedy to bezrobotni aktorzy i muzycy występowali wprost na podwórkach i ulicach lub dawali konspiracyjne przedstawienia w domach. Edukacja Tytusa kończy się zwiedzaniem zaplecza prawdziwego teatru i udaniem się chłopców na sztukę o ich własnych przygodach do Teatru Rozmaitości w Warszawie. 

## Wydania
- wydanie I 1992 - Prószyński i S-ka, nakład: 500 000 egzemplarzy
- wydanie II (wydanie zbiorowe jako Złota księga przygód VI) 2005 - Prószyński i S-ka, nakład: 20 000 egzemplarzy
- wydanie III 2009 - Prószyński Media